# علی البوسعیدی
علی البوسعیدی (عربی: علي بن سليمان البوسعيدي؛ زادهٔ ۲۱ ژانویهٔ ۱۹۹۱) یک بازیکن فوتبال اهل عمان است.
وی در تیم ملی فوتبال عمان بازی کرده‌است.